# Doamna Velica
Doamna Velica (fl.1601) a fost o nobilă română, amanta influentă a lui Mihai Viteazul din 1595-1601.

## Familia
Velica era fiica lui Ivan Norocea și a lui Stana, fiica lui Mircea Ciobanul și a Chiajnei, deci era înrudită cu Dinastia Basarabilor și a Mușatinilor.

## Căsătoriile
A fost căsătorită cu Vlad, fiul lui Miloș și nepot de frate al lui Petru VI Șchiopul al Moldovei și al lui Alexandru II Mircea. La nunta lor din 10 iunie 1587 au participat până la 3 mii de oameni. Au avut împreună o fiică, Ecaterina. Vlad a murit în 1589, după ce a fost domn a Țării Românești timp de 18 zile. Velica s-a recăsătorit cu un nobil Italian numit Fabio Genga, un favorit al lui Sigismund Báthory.

## Amanta lui Mihai Viteazul

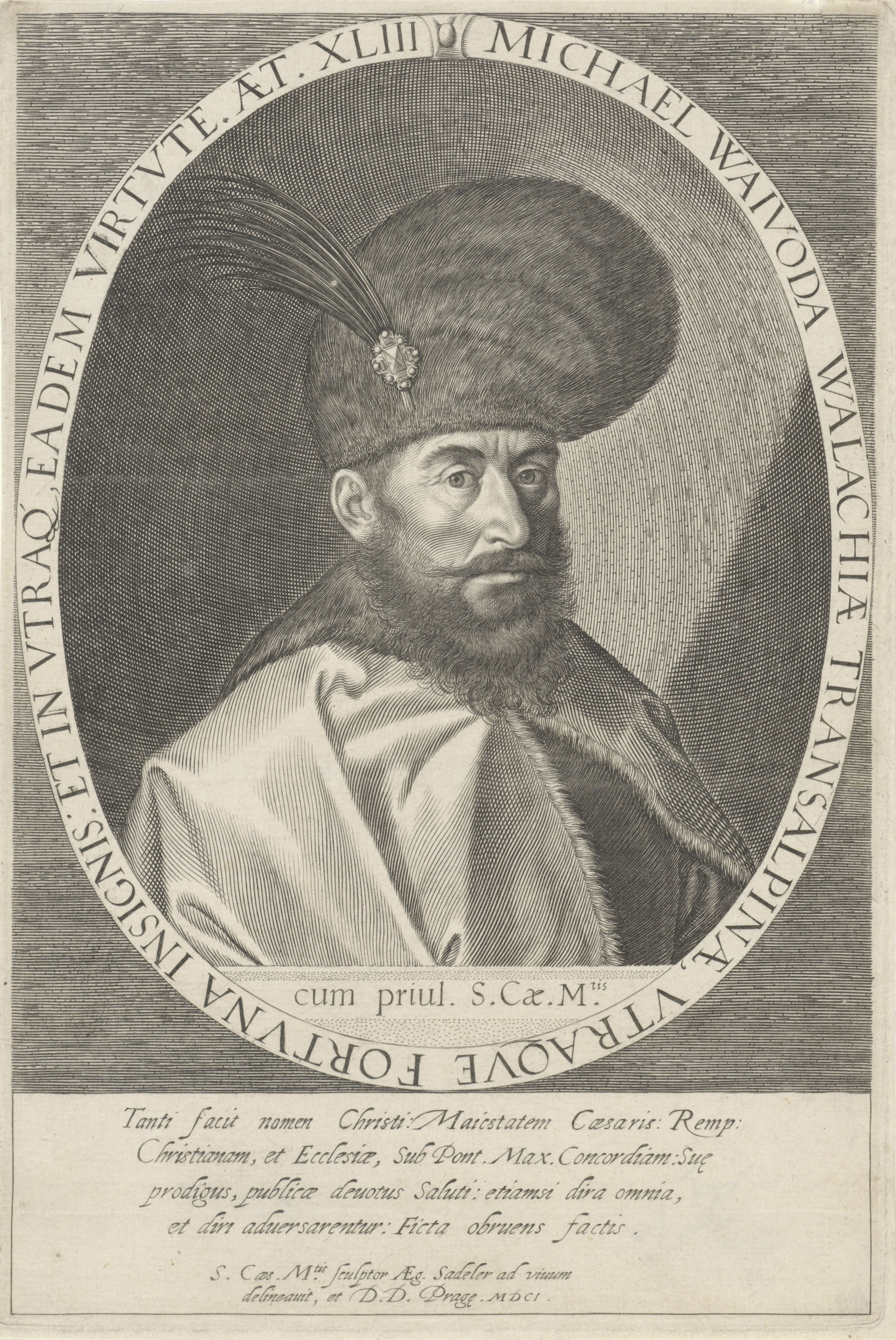
Mihai Viteazul 1558-1601

Velica a avut multă influență la curtea din Alba Iulia. Știa mai multe limbi și de aceea a ajuns interpretă a lui Mihai Viteazul la 1595, dar și informatoare. . De acolo a ajuns amanta lui Mihai, care o instalează la Târgoviște împreună cu soțul ei. Mihai se arăta cu Velica în public și punea pe toată lumea să i se închine „ca unei domnițe ce era și ca unei doamne ce ar putea fi”. La 1599 se intitulează ca Gospodja Velica („Doamna Velica”) iar pe sigiliul ei personal era și pajura heraldică a Valahiei. Un agent imperial scria despre Velica că are toate treburile țării la mână și că Mihai era atât de îndrăgostit de ea, încât i-a interzis soțului ei, sub pedeapsă cu moartea, să mai aibă ceva de a face cu ea. „Imaginea ei a fost surprinsă în două transpuneri pe pânză: Cresus arătând comorile sale lui Solon, de Firans Franken II (1601), și cea a unui anonim, care reproduce executarea principelui Andrei Bathory”.
După asasinarea lui Mihai în 1601 nu se mai știe ce s-a întâmplat cu ea.